# Raymond Fau
Pour les articles homonymes, voir Fau.
Raymond Fau est un auteur-compositeur-interprète de chants liturgiques, profanes, scouts et pour enfants, français, né le 16 août 1936 à Graulhet (Tarn) et mort le 26 décembre 2021 dans la même ville.

## Biographie
À 18 ans, Raymond Fau découvre l’Afrique. Cette expérience en Oubangui-Chari constitue un tournant de sa vie. Il devient animateur national des Scouts de France en 1963 et tisse des liens étroits avec le mouvement scout international.
Pendant trente ans, il a composé de nombreuses prières chantées et chansons, dont le titre : Tu es là, au cœur de nos vies, et les a interprétées lors de nombreuses veillées.
Il a travaillé en particulier avec Gaëtan de Courrèges et le père Jean Debruynne.
Il se tourne de plus en plus vers la photographie et se spécialise dans le portrait. Ses images illustrent deux ouvrages de Jean Debruynne.
Le 15 juin 1996, Raymond Fau anime sa dernière veillée et met fin à sa carrière de chanteur.
Il poursuit ses voyages et son travail photographique depuis sa ville natale de Graulhet où il s'est retiré.
Il meurt le 26 décembre 2021 à Graulhet, à l'âge de 85 ans. Il est inhumé le 30 décembre au cimetière Saint-Roch de Castres.

## Discographie
Liste non exhaustive
- La vie c’est comme ça (Studio SM)
- Douze petits Noëls (Studio SM)
- Combien de temps (Studio SM, 1970)
- Je mets ma main dans ta main (1972)
- Tu es là au cœur de nos vies  (1973)
- 25 ans de prières chantées (CD, Studio SM, 1989)
- Chanter Marie (CD, Studio SM, 1992)
- Huit messes simples (CD, Studio SM, 1994)
- À Dieu (CD, Studio SM, 1996)

## Livres de photographie
- Jean Debruynne, Les Voyageurs de Dieu, éditions Mame, 1987  (ISBN 2-7289-0266-6)
- Jean Debruynne, Rencontres et Regards, éditions Siloë, 1991  (ISBN 2-909478-00-9)

## Expositions
Liste non exhaustive
- 2011 : Moines et Moinillons du Myanmar , Tour des Rondes, Lavaur[8] ;
- 2016 : Printemps de Photographes, Graulhet[3].